# Chrysendeton claudialis
Chrysendeton claudialis là một loài bướm đêm trong họ Crambidae.